# Стъпки в снега
„Стъпки в снега“ е българска телевизионна новела от 1989 година на режисьора Димитър Караджов .

## Актьорски състав
| Роля | Изпълнител      |
| ---- | --------------- |
|      | Жана Стоянович  |
|      | Рашко Младенов  |
|      | Неда Кръстанова |
|      | Венелин Венев   |